# Wyoming County, West Virginia
Wyoming County är ett administrativt område i delstaten West Virginia, USA, med 23 796 invånare. Den administrativa huvudorten (county seat) är Pineville. 

## Geografi
Enligt United States Census Bureau så har countyt en total area på 1 300 km². 1 298 km² av den arean är land och 2 km² är vatten. 

### Angränsande countyn
- Boone County - nord
- Raleigh County - nordöst
- Mercer County - sydöst
- McDowell County - syd
- Mingo County - väst
- Logan County - nordväst